# Сулу (султанат)
Султанат Сулу (араб. سلطنة سولو دار الإسلام‎) — государство, занимавшее острова архипелага Сулу и северную часть острова Борнео, основанное в 1457 году. После брака между Абу Бакром и местной принцессой Парамисули, Абу Бакр основал султанат и принял титул султана под именем Падука Манасари Хуссейн аль Шариф уль-Хашим. Шариф уль-Хашим считался прямым потомком исламского пророка Мухаммеда.

## История

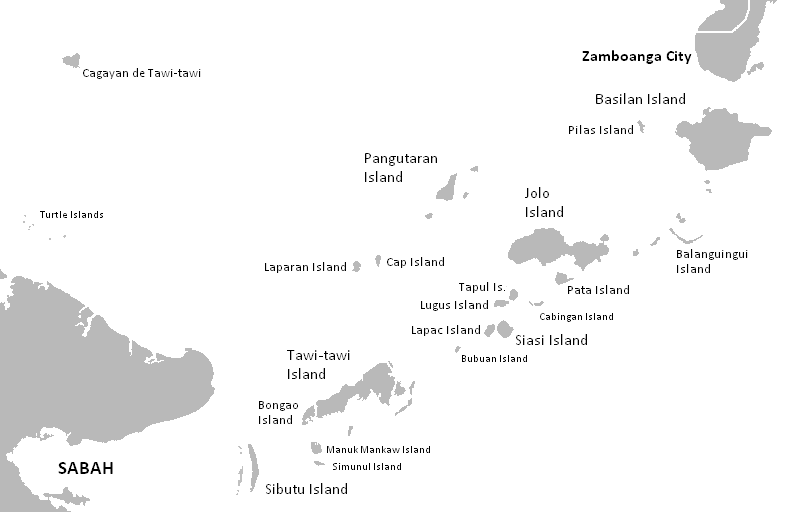
Карта архипелага Сулу

Древняя и средневековая история архипелага Сулу слабо изучена по причине недостатка источников. Ко времени проникновения сюда ислама (рубеж XIII—XIV вв.) здесь уже существовали относительно централизованные государства со своими династиями. Правители местных княжеств носили титулы багинда, сирипада и падука. На центральном острове архипелага Холо свои государства имели народности бурануна, тагимаа и баклайя. Столицей сирипада был Маимбунг, тагимаа — Буанса.
Мусульманские проповедники проникли сюда из Малайи и Явы. В 1380 году заметный арабский судья и теолог по имени Карим аль-Maкдум прибыл из Мекки в Малакку вместе с арабскими торговцами. Ему удалось обратить в ислам многих жителей, в том числе правителя Малакки. Он проповедовал ислам и на островах Сулу, где основал первую мечеть. Он умер в Сулу, хотя местонахождение его могилы неизвестно.
Основателем султаната Сулу традиция называет араба Абу Бакра. В 1430-е гг. он находился при дворе султана Малакки, оттуда перебрался на Суматру в Палембанг, затем в Бруней и, наконец, в Буанса, где вскоре женился на дочери раджи Багинда. Около 1457 г. он унаследовал власть, принял титул султана и стал именовать себя Шарифом ал-Хашимом. В годы его правления ислам стал государственной религией страны. Абу Бакр организовал управление государством по образцу арабского халифата и издал первый свод законов, основанный на шариате. Первоначально султанат объединял княжества Буанса и Холо.
С начала испанского завоевания Филиппин история Сулу известна лучше. В 1628 году испанцы сумели захватить столицу султаната — Холо, разрушили султанский дворец, мечети, захватили много золота и жемчуга. Султан Муваллит Васит укрылся в крепости и сумел отбить все атаки осаждавших. После ухода испанцев он опять отстроил город и хорошо его укрепил. Новое нападение в 1630 году также было отбито с большим уроном для христиан. Однако в 1638 испанцы сумели овладеть Холо и построили здесь свою крепость. Чтобы отразить их нашествие, Муваллит Васит заключил союз с голландцами, которые высадились в 1645 году в Холо и начали его осаду. Испанцам пришлось эвакуировать крепость и заключить в 1646 году мир с султаном.
В 1748 году султан Алим ад-дин I был обвинен своими приближенными в происпанской политике и свергнут заговорщиками, во главе которых стоял его брат дато Бантилан. Последний стал править государством под именем Муизз ад-дина. Алим ад-дин с семьей бежал на остров Минданао, в испанскую крепость Замбоанга. Оттуда его переправили в Манилу. Он выразил желание перейти в христианство, изучал католическую доктрину у образованных иезуитов и в 1750 году был крещен. Его сын Мухаммад Исраил получил мусульманское религиозное образование. В 1751 испанцы заподозрили султана в неблагонадежности и заключили его в форт Сант-Яго. Десять лет спустя, когда генерал-губернатором Филиппин стал архиепископ Мануэль Рохо, Алим ад-дину позволили вновь поселиться в Маниле и назначили специальную пенсию. В 1762 году Манила ненадолго попала под власть англичан. В мае 1764 они доставили Алим ад-дина в Холо и после 16-летнего изгнания восстановили на престоле. В обмен на эту помощь султан не только подтвердил все договоры с англичанами, заключенные его предшественниками, но и согласился передать им в аренду несколько новых территорий на Северном Борнео.
В 1846—1848 годах испанцы захватили острова Балангинги, находившиеся в вассальной зависимости от Сулу. Вслед за тем наступила очередь самого султаната. Султана Мухаммада Фадла обвинили в том, что он оказывает поддержку пиратам. Война началась в январе 1851 года. Испанская эскадра подошла к Холо. Город был захвачен и разрушен. Султан с оставшимися войсками укрылся в горных крепостях. Вскоре был подписан мирный договор, согласно которому Сулу переходил под протекторат Испании. В Холо разместился испанский гарнизон. Султан лишился права заключать соглашения с другими иностранными державами.
Султан Джамал ал-Азам, сменивший в 1862 Мухаммада Фадла, стал проводить независимую внешнюю политику и вновь установил прямые торговые отношения с европейцами. Когда филиппинская администрация усилила нажим, султан публично сжег испанский флаг и начал войну. В феврале 1876 года на Сулу был направлен 9-тысячный испанский корпус. Он высадился на побережье восточнее Холо. Однако первая попытка прорваться к столице окончилась неудачей из-за упорного сопротивления мусульман. Тогда Холо был взят со стороны моря. Султан отступил в горные крепости. В июле 1878 года он признал суверенитет Испании, сохранив автономию в вопросах внутреннего управления.
В 1917 году внутреннее самоуправление Султаната было упразднено Американской администрацией. 17 ноября 2010 провозгласил независимость.
В настоящее время представители одного из трех претендентов на престол воюют с Малайзией.